# Tramlijn Nunspeet - Hattemerbroek
De tramlijn Nunspeet - Hattemerbroek was een tramlijn in Gelderland van station Nunspeet naar station Hattemerbroek.

## Geschiedenis
De stroomtramlijn is aangelegd op normaalspoor (1435 mm) door de Nederlandsche Centraal-Spoorweg-Maatschappij en geopend op 2 mei 1908. De lijn werd geëxploiteerd door de dochteronderneming Nederlandsche Buurtspoorweg-Maatschappij. 
In totaal waren er ongeveer 60 haltes. Deze waren doorgaans aangegeven met witgeverfde band om een boom met een nummer. Een enkel halte had een haltepaal. Een plaats als Oldebroek had een eigen station. Er waren slechts enkele verplichte stops, meestal stopte de tram op verzoek.
Wat betreft het goederenvervoer waren er 5 bedrijfsaansluitingen: Verffabriek De Veluwe in Nunspeet, Vereeniging Landbouwbelang Oldebroek, Zuivelfabriek Altena in Doornspijk, Landbouwvereniging Doornspijk en Zuivelfabriek Kamperveen. Om deze laatste aansluiting te kunnen bedienen was er een draaischijf aangelegd.
In 1919 werd de exploitatie samen met de andere lijnen van de NCS overgenomen door SS. In de 20 jaren ging het vervoer achteruit. In 1931 werd de lijn dan ook opgeheven. De verbinding naar verffabriek de Veluwe in Nunspeet bleef daarna voortbestaan als bedrijfsraccordement.

## Galerij

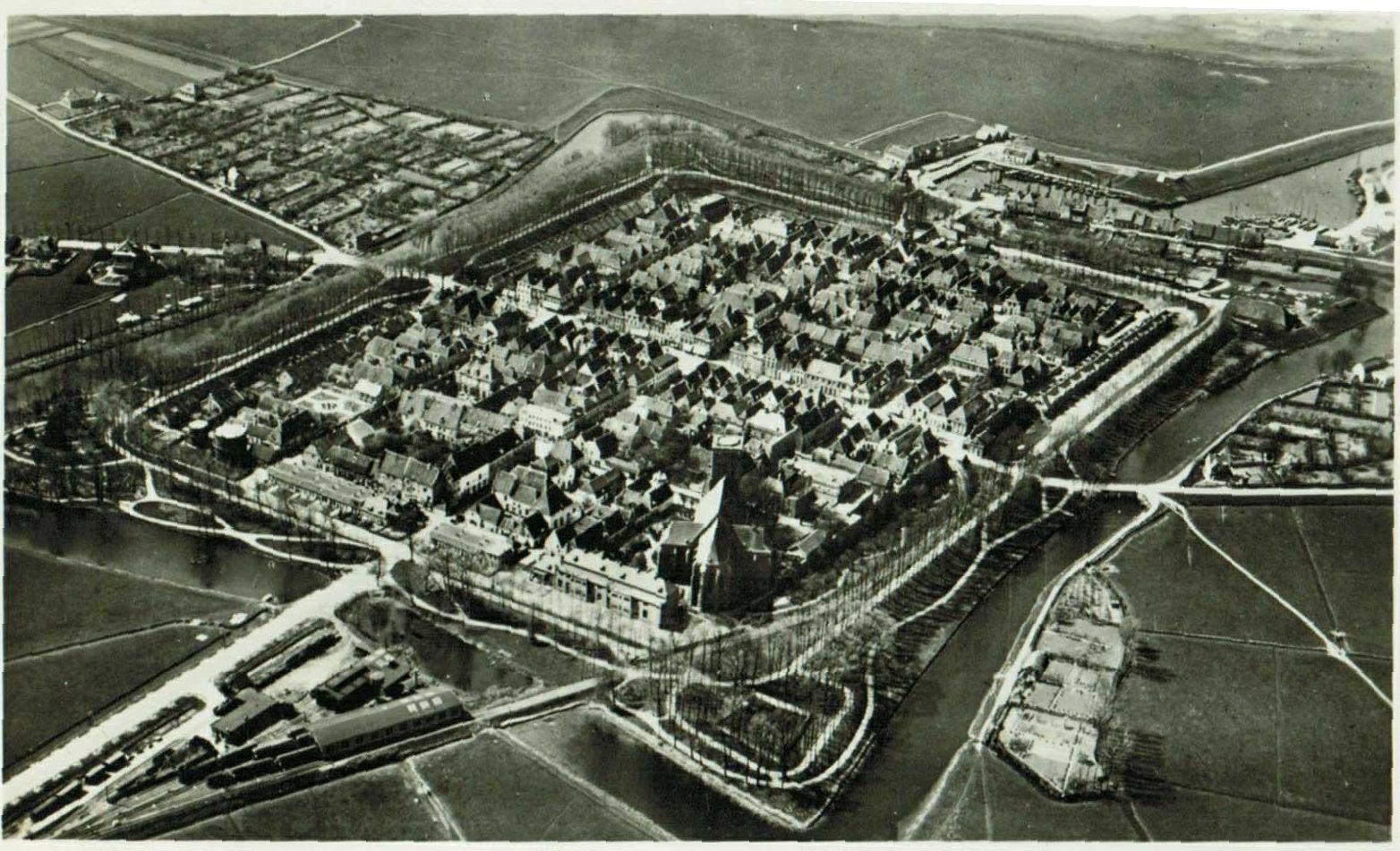
Elburg met op de voorgrond de remise van de Zuiderzeetram
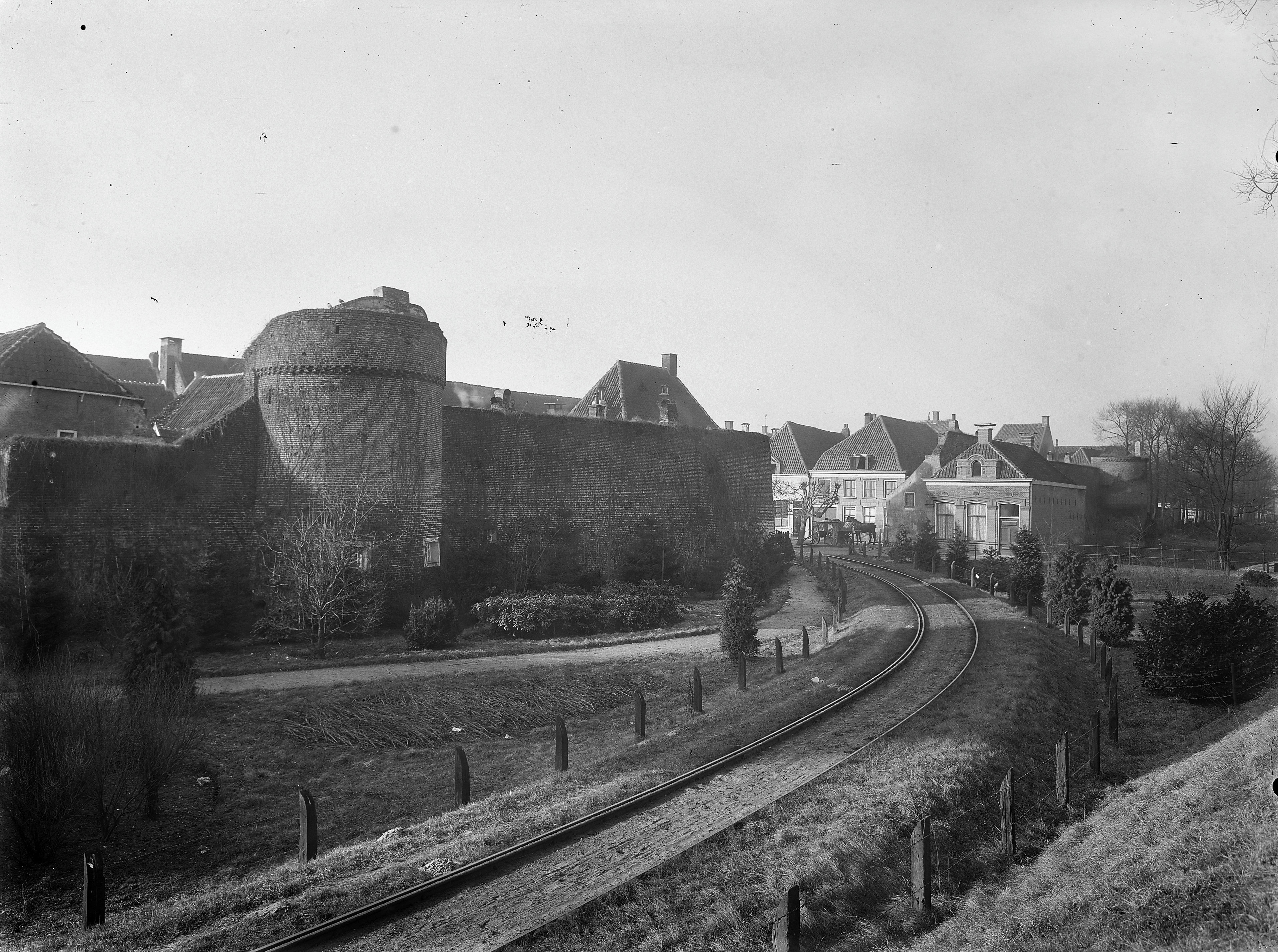
Zicht op gedeelte van de stadsmuur met halfronde muurtoren en de Zuiderzeetramlijn in Elburg
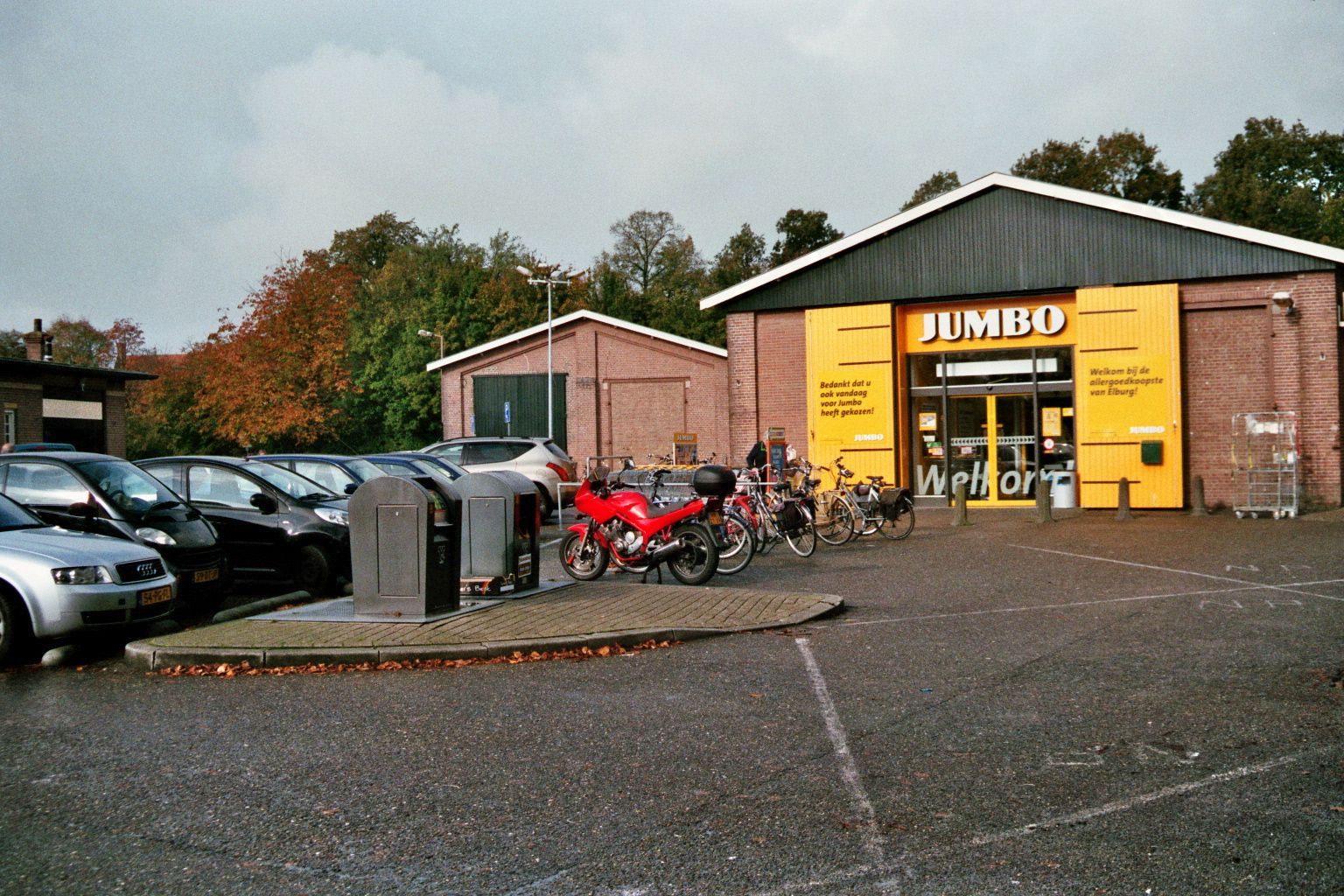
De Jumbo supermarkt in de voormalige remise van Zuiderzeetramweg
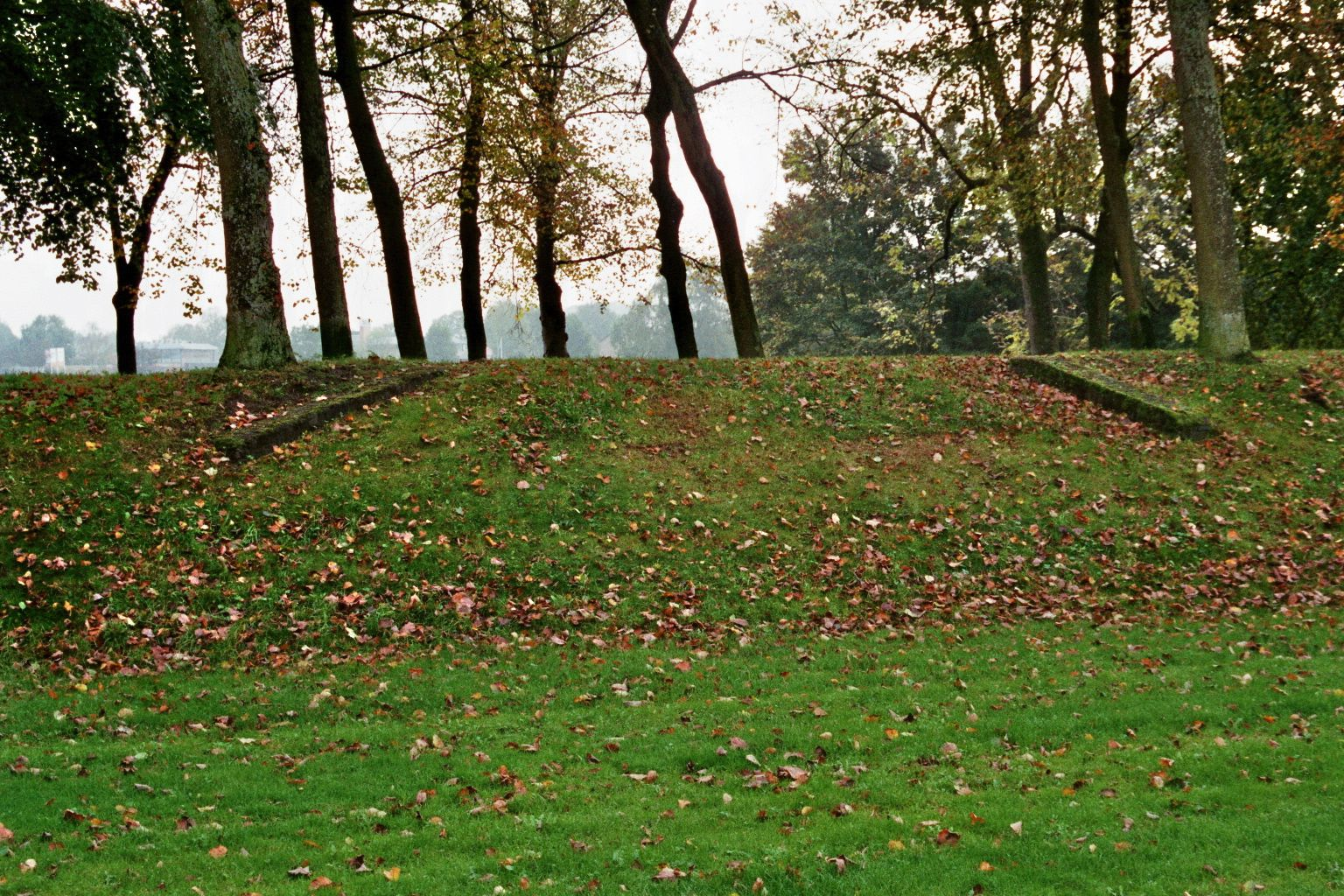
De keermuren waar tussen de lijn van de Zuiderzeetramweg heeft gelopen. Na het opbreken van de tramlijn zijn de wallen weer hersteld, maar de keermuren zijn gebleven.